# Васильев, Борис Сергеевич
Борис Сергеевич Васильев (30 июля 1909 года, село Велетьма, ныне Кулебакский район, Нижегородская область — 10 февраля 1999 года, Москва) — советский военный деятель, Генерал-майор (1958 год).

## Начальная биография
Борис Сергеевич Васильев родился 30 июля 1909 года в селе Велетьма ныне Кулебакского района Нижегородской области.

## Военная служба

### Довоенное время
В сентябре 1927 года был призван в ряды РККА и направлен на учёбу в Московскую артиллерийскую школу, по окончании которой с марта 1931 года служил в 34-м артиллерийском полку (Куйбышев, Приволжский военный округ) на должностях командира огневого взвода, взвода полковой школы и батареи. В 1934 году полк был передислоцирован на Дальний Восток, где был включён в состав ОКДВА.
В октябре 1937 года Васильев был направлен на учёбу в Военную академию имени М. В. Фрунзе, но по окончании 2-го курса в декабре 1939 года был назначен на должность помощником начальника отделения информации оперативного отдела штаба 8-й армии (Ленинградский военный округ), находясь на которой, принимал участие в ходе советско-финской войны. В июле 1940 года армия была включена в состав Прибалтийского военного округа.

### Великая Отечественная война
С началом войны капитан Васильев, находясь на должности начальника 2-го отделения оперативного отдела штаба 8-й армии, принимал участие в ходе приграничных сражений, а также в оборонительных операциях в Прибалтике.
В декабре 1941 года был назначен на должность начальника 1-го отделения штаба 265-й стрелковой дивизии 8-й армии, в мае 1942 года — на должность начальника штаба отдельной стрелковой бригады внутренней обороны Ленинграда, в октябре — на должность начальника штаба 13-й отдельной стрелковой бригады (Ленинградский фронт), в январе 1943 года — на должность начальника штаба 268-й стрелковой дивизии (67-я армия, Ленинградский фронт), а в декабре 1943 года Васильев был назначен на должность начальника штаба 108-го стрелкового корпуса. С 26 декабря 1943 по 3 января 1944 года временно командовал корпусом, который находился на формировании в составе 2-й ударной армии (Ленинградский фронт).
В июле 1944 года Васильев был назначен на должность начальника штаба 109-го стрелкового корпуса, который принимал участие в ходе Нарвской, Таллинской наступательных и Моонзундской десантной операций, а затем до конца войны выполнял задачи по обороне Моонзундского архипелага. С 27 августа по 26 сентября 1944 года временно исполнял должность командира корпуса.

### Послевоенная карьера
В июле 1945 года Васильев был назначен на должность начальника штаба 19-го гвардейского стрелкового корпуса (Тарту, Прибалтийский военный округ), а в ноябре 1946 года был направлен на учёбу в Высшую военную академию имени К. Е. Ворошилова, по окончании которой в январе 1949 года был назначен на должность заместителя начальника направления внутренних округов Управления оперативной подготовки Главного оперативного управления Генштаба, в июле 1952 года — на должность начальника 5-го, а в октябре 1953 года — на должность начальника 2-го отделов 6-го Управления Министерства обороны СССР.
В августе 1955 года Борис Сергеевич Васильев был назначен на должность начальника 2-го отдела Управления оперативной подготовки Главного штаба Сухопутных войск, в ноябре 1957 года — на должность начальника военно-научного отдела, в декабре 1960 года — на должность начальника 1-го, а в январе 1961 года — 4-го направлений этого же управления.
С июля 1962 года генерал-майор Борис Сергеевич Васильев находился в распоряжении 10-го Главного управления Генштаба и в декабре 1963 года вышел в запас.
Умер 10 февраля 1999 года в Москве

## Награды
- Орден Ленина;
- Три ордена Красного Знамени;
- Два ордена Отечественной войны 1 степени;
- Орден Красной Звезды;
- Медали.